# Jan Oostenbrink
Johannes Jacobus Marinus (Jan) Oostenbrink (Amsterdam, 18 augustus 1936) is een Nederlands voormalig econoom en staatssecretaris.

## Leven en werk
Oostenbrink is een zoon van een commissionair. Na het gymnasium in Nijmegen studeerde hij economie aan de Gemeentelijke Universiteit te Amsterdam. Hij is een katholieke econoom die carrière maakte in de vakorganisaties van middenstanders en het grootwinkelbedrijf. Oostenbrink werd als 34-jarige KVP'er tot zijn verrassing benoemd tot staatssecretaris van Economische Zaken in het kabinet-Biesheuvel I. Hij regelde de wettelijke beroepsbescherming van niet-registeraccountants. Hij was meer technocraat dan politicus.
Oostenbrink werd op  8 juni 1973 tot Ridder in de Orde van de Nederlandse Leeuw benoemd. Hij is gehuwd en heeft een dochter.
- Parlement.com: vg09lliisisc